# Natație la Jocurile Olimpice de vară din 2020 - 200 m liber (masculin)
Proba de înot 200 de metri liber masculin de la Jocurile Olimpice de vară din 2020 s-a desfășurat în perioada 25-27 iulie 2021 la Tokyo Aquatics Centre.

## Recorduri
Înaintea acestei competiții, recordurile mondiale și olimpice erau următoarele:
| Record  | Atlet                 | Timp    | Loc            | Data           |
| ------- | --------------------- | ------- | -------------- | -------------- |
| Mondial | Paul Biedermann (GER) | 1:42,00 | Roma, Italia   | 28 iulie 2009  |
| Olimpic | Michael Phelps (USA)  | 1:42,96 | Beijing, China | 12 august 2008 |

## Program
Orele sunt ora Japoniei (UTC+9) 
| Data                    | Timp  | Etapă      |
| ----------------------- | ----- | ---------- |
| Duminică, 25 iulie 2021 | 19:00 | Calificări |
| Luni, 26 iulie 2021     | 10:30 | Semifinale |
| Marți, 27 iulie 2021    | 10:30 | Finala     |

## Rezultate

### Calificări
| Poz. | Cursă | Culoar | Înotător            | Țară                       | Timp    | Note                  |
| ---- | ----- | ------ | ------------------- | -------------------------- | ------- | --------------------- |
| 1    | 3     | 5      | Hwang Sun-woo       | Coreea de Sud              | 1:44,62 | C, Record național    |
| 2    | 4     | 2      | Fernando Scheffer   | Brazilia                   | 1:45,05 | C, Record continental |
| 3    | 3     | 4      | Thomas Dean         | Marea Britanie             | 1:45,24 | C                     |
| 4    | 2     | 1      | David Popovici      | România                    | 1:45,32 | C                     |
| 5    | 4     | 4      | Duncan Scott        | Marea Britanie             | 1:45,37 | C                     |
| 6    | 4     | 5      | Martin Malyutin     | COR                        | 1:45,50 | C                     |
| 7    | 3     | 7      | Stefano Ballo       | Italia                     | 1:45,80 | C                     |
| 8    | 5     | 2      | Thomas Neill        | Australia                  | 1:45,81 | C                     |
| 9    | 5     | 4      | Danas Rapšys        | Lituania                   | 1:45,84 | C                     |
| 10   | 3     | 6      | Townley Haas        | Statele Unite ale Americii | 1:45,86 | C                     |
| 11   | 5     | 8      | Kregor Zirk         | Estonia                    | 1:46,10 | C, Record național    |
| 12   | 3     | 1      | Nándor Németh       | Ungaria                    | 1:46,19 | C                     |
| 13   | 5     | 3      | Kieran Smith        | Statele Unite ale Americii | 1:46.20 | C                     |
| 14   | 2     | 3      | Velimir Stjepanović | Serbia                     | 1:46,26 | C                     |
| 15   | 3     | 2      | Antonio Djakovic    | Elveția                    | 1:46,37 | C                     |
| 16   | 4     | 1      | Stefano Di Cola     | Italia                     | 1:46,67 | C                     |
| 17   | 5     | 5      | Katsuhiro Matsumoto | Japonia                    | 1:46,69 |                       |
| 17   | 5     | 7      | Lukas Märtens       | Germania                   | 1:46,69 |                       |
| 19   | 2     | 5      | Jacob Heidtmann     | Germania                   | 1:46,73 |                       |
| 20   | 4     | 8      | Jordan Pothain      | Franța                     | 1:46,75 |                       |
| 21   | 4     | 3      | Ji Xinjie           | China                      | 1:46,86 |                       |
| 22   | 5     | 6      | Elijah Winnington   | Australia                  | 1:46,99 |                       |
| 23   | 4     | 7      | Robin Hanson        | Suedia                     | 1:47,02 |                       |
| 24   | 3     | 3      | Ivan Girev          | COR                        | 1:47,11 |                       |
| 24   | 5     | 1      | Murilo Sartori      | Brazilia                   | 1:47,11 |                       |
| 26   | 2     | 8      | Alexei Sancov       | Republica Moldova          | 1:47,46 |                       |
| 27   | 2     | 4      | Denis Loktev        | Israel                     | 1:47,68 |                       |
| 28   | 3     | 8      | Jonathan Atsu       | Franța                     | 1:47,75 |                       |
| 29   | 2     | 7      | Alex Sobers         | Barbados                   | 1:48,09 |                       |
| 30   | 4     | 6      | Dominik Kozma       | Ungaria                    | 1:48,87 |                       |
| 31   | 1     | 6      | Dimitrios Markos    | Grecia                     | 1:49,16 |                       |
| 32   | 2     | 2      | Welson Sim          | Malaezia                   | 1:49,24 |                       |
| 33   | 1     | 5      | Mikel Schreuders    | Aruba                      | 1:49,43 |                       |
| 34   | 2     | 6      | Baturalp Ünlü       | Turcia                     | 1:49,75 |                       |
| 35   | 1     | 3      | Joaquín Vargas      | Peru                       | 1:49,93 |                       |
| 36   | 1     | 2      | Mokhtar Al-Yamani   | Yemen                      | 1:49,97 |                       |
| 37   | 1     | 4      | Wesley Roberts      | Insulele Cook              | 1:50,41 |                       |
| 38   | 1     | 7      | James Freeman       | Botswana                   | 1:52,87 |                       |
| 39   | 1     | 1      | Audai Hassouna      | Libia                      | 1:56,27 |                       |

### Semifinala
Înotătorii cu cei mai buni 8 timpi, indiferent de rundă, au avansat în finală.
| Poz. | Cursă | Culoar | Înotător            | Țară                       | Timp    | Note |
| ---- | ----- | ------ | ------------------- | -------------------------- | ------- | ---- |
| 1    | 2     | 3      | Duncan Scott        | Marea Britanie             | 1:44,60 | C    |
| 2    | 2     | 1      | Kieran Smith        | Statele Unite ale Americii | 1:45,07 | C    |
| 3    | 2     | 2      | Danas Rapšys        | Lituania                   | 1:45,32 | C    |
| 4    | 2     | 5      | Thomas Dean         | Marea Britanie             | 1:45,34 | C    |
| 5    | 1     | 3      | Martin Malyutin     | COR                        | 1:45,45 | C    |
| 6    | 2     | 4      | Hwang Sun-woo       | Coreea de Sud              | 1:45,53 | C    |
| 7    | 1     | 5      | David Popovici      | România                    | 1:45,68 | C    |
| 8    | 1     | 4      | Fernando Scheffer   | Brazilia                   | 1:45,71 | C    |
| 9    | 1     | 6      | Thomas Neill        | Australia                  | 1:45,74 |      |
| 10   | 2     | 6      | Stefano Ballo       | Italia                     | 1:45,84 |      |
| 11   | 2     | 8      | Antonio Djakovic    | Elveția                    | 1:45,92 |      |
| 12   | 1     | 2      | Townley Haas        | Statele Unite ale Americii | 1:46,07 |      |
| 13   | 2     | 7      | Kregor Zirk         | Estonia                    | 1:46,67 |      |
| 14   | 1     | 8      | Stefano Di Cola     | Italia                     | 1:47,19 |      |
| 15   | 1     | 7      | Nándor Németh       | Ungaria                    | 1:47,20 |      |
| 16   | 1     | 1      | Velimir Stjepanović | Serbia                     | 1:47,62 |      |

### Finala
| Loc | Culoar | Înotător          | Țară                       | Timp    | Note               |
| --- | ------ | ----------------- | -------------------------- | ------- | ------------------ |
| 1   | 6      | Thomas Dean       | Marea Britanie             | 1:44,22 |                    |
| 2   | 4      | Duncan Scott      | Marea Britanie             | 1:44,26 |                    |
| 3   | 8      | Fernando Scheffer | Brazilia                   | 1:44,66 | Record continental |
| 4   | 1      | David Popovici    | România                    | 1:44,68 |                    |
| 5   | 2      | Martin Malyutin   | COR                        | 1:45,01 |                    |
| 6   | 5      | Kieran Smith      | Statele Unite ale Americii | 1:45,12 |                    |
| 7   | 7      | Hwang Sun-woo     | Coreea de Sud              | 1:45,26 |                    |
| 8   | 3      | Danas Rapšys      | Lituania                   | 1:45,78 |                    |